# Кири (эсминец, 1944)
Кири (яп. 桐, «Павловния») — японский эскадренный миноносец времён Второй Мировой войны типа «Мацу».

## Строительство
Корпус корабля был заложен 1 февраля 1944 года на стапеле Морского арсенала в Йокосуке под заводским номером 5486. Спущен на воду 27 мая 1944 года, вступил в строй 14 августа того же года.

## История службы
После вступления в строй «Кири» был зачислен в состав 11-й эскадры. 10 октября его включили в 43-й дивизион эсминцев.
20 октября «Кири» вместе с эскадрой адмирала Одзава отправился в поход к Филиппинам. В сражении у мыса Энганьо эсминец входил в состав эскорта авианосцев, вечером смог успешно выйти из боя и оторваться от погони. 30 октября он вернулся в Японию.
8-16 ноября «Кири» сопровождал линкоры «Исэ» и «Хюга» из Курэ до Манилы, а оттуда перешёл к островам Спратли. 16-20 числа того же месяца он в составе эскорта соединения адмирала Курита совершил переход из Брунея до Мако.
9 декабря «Кири» вместе с конвоем перешёл с Тайваня в Манилу. Там он присоединился к охранению войскового конвоя № 9 и 9-13 числа вместе c ним совершил поход до Ормока и обратно. В ходе этого корабль получил средние повреждения в результате налётов американской авиации и принял на борт 214 членов экипажа с потопленного эсминца «Юдзуки». С 14 декабря по 8 января 1945 года вместе с конвоями «Кири» перешёл из Манилы на Тайвань и оттуда в Модзи, и 10 января стал на ремонт в Курэ.
До конца войны Внутреннее море он более уже не покидал. В мае-июне его переделали в носитель пилотируемых торпед «Кайтэн».
После капитуляции Японии «Кири» был исключён из списков флота 5 октября 1945 года, разоружён, и до 1947 занимался перевозкой репатриантов.
При разделе бывшего японского флота эсминец оказался среди предназначавшихся СССР кораблей, и 29 июля 1947 года в Саэки был передан советским морякам. В середине августа он прибыл во Владивосток, где ему было присвоено название «Возрождённый». Рассматривался проект полноценного восстановления эсминца (с установкой 3×1 100-мм установок Б-34, 3×2 37-мм В-11, строенного 533-мм ТА, одного реактивного бомбомёта МБМ-24 и двух обычных БМБ-1, скорость хода должна была составить 28 узлов, а экипаж 214 человек), но уже в 1948 году на судоремонтном заводе № 178 его переоборудовали в корабль-цель. При нём он получил советское радио- и штурманское оборудование, в том числе РЛС обнаружения надводных целей «Нептун», а 17 июня 1949 года  был переименован в «ЦЛ-25».
После переоборудования бывший эсминец использовался как учебная цель для 89-й бригады торпедных катеров. 3 октября 1957 года «ЦЛ-25» стал плавучей мастерской «ПМ-65» и в этом качестве простоял на приколе в Шкотово до 20 декабря 1969 года, когда был исключён из списков ВМФ СССР и сдан на слом.

## Командиры
1.7.1944 — 5.10.1945 капитан 3 ранга (сёса) Макото Кавабата (яп. 川畑誠).